# ホノリウス4世 (ローマ教皇)
ホノリウス4世（Honorius IV, 1210年 - 1287年4月3日）は、中世のローマ教皇（在位：1285年 - 1287年）。本名はジャコモ・サヴェッリ（Giacomo Savelli）。前任者マルティヌス4世から引き継いだシチリア晩祷戦争をめぐりアンジュー家を支持したが、その施策は失敗に終わった。マルティヌス4世の代に中断された、ローマ王ルドルフ1世の神聖ローマ皇帝戴冠式をめぐる交渉を再開し、一度は戴冠式の日付を決定するに至ったが、2度延期され、結局実現しなかった。

## 生涯

### 枢機卿として
ローマ貴族サヴェッリ家の出身で、ホノリウス3世の兄弟の孫にあたる。1210年ごろに生まれた。パリ大学で学び、シャロン＝アン＝シャンパーニュ司教座聖堂参事会員に就任したのち、イングランドのノリッジ教区での聖職禄付きの聖職を割り当てられた。
1261年、ウルバヌス4世によりサンタ・マリア・イン・コスメディン教会の助祭枢機卿に任命され、同時に教皇領軍の指揮官にも任命された。1265年7月28日、クレメンス4世の支持を受けた枢機卿4名がシャルル・ダンジューのシチリア王戴冠式を執り行ったが、サヴェッリはこのうちの1人だった。
クレメンス4世死後にヴィテルボで行われたコンクラーヴェは長引いた末、妥協として枢機卿6名が1271年9月1日にグレゴリウス10世を選任したが、サヴェッリはこのうちの1人だった。1274年の第2リヨン公会議にはグレゴリウス10世に同伴して出席した。1276年7月にハドリアヌス5世が枢機卿3名をヴィテルボに派遣し、ローマ王ルドルフ1世の神聖ローマ皇帝戴冠式の日取りの折衝を執り行ったが、サヴェッリはこのうちの1人だった。もっとも、ハドリアヌス5世が急死したため、日取りの決定はされなかった。

### 教皇選出
1285年3月28日にマルティヌス4世がペルージャで没すると、4月1日に枢機卿団（当時の枢機卿18名のうち15名が参加）がペルージャに集まり、翌日（4月2日）をコンクラーヴェの開催日付とした。グレゴリウス10世が定めたコンクラーヴェの規定はヨハネス21世により廃止されていたが、1回目の投票でサヴェッリが全会一致で教皇に選出され、サヴェッリは教皇名としてホノリウス4世を名乗った。『カトリック百科事典』はコンクラーヴェが即座に決着した理由について、シチリア晩祷戦争の情勢により聖座の空位が望まれなかったこと、外国の干渉を避けようとしたことを挙げた。特にマルティヌス4世を選出したコンクラーヴェにおいては、シャルル・ダンジューがフランス出身の教皇を望み、前任のニコラウス3世の従兄弟2名を投獄する形で介入した。5月19日、ホノリウス4世はラティーノ・マラブランカ・オルシーニ枢機卿により司祭に叙階され、20日にローマ司教に任命されるとともにバチカンのサン・ピエトロ大聖堂で教皇として戴冠した。のちにローマのSummus Senatorに選出された。
ホノリウス4世は教皇に就任した時点で老齢であり、痛風に侵されていたため、立ち上がることも歩くこともままならなかった。ミサを執り行うときには腰掛けに座り、ミサの典礼として聖体奉挙を行うときは手を挙げる仕掛けを利用しなければならない有様だった。在任中ははじめバチカン宮殿に住み、次にアヴェンティーノで造営した豪華な宮殿に移った。

### シチリア情勢
1282年のシチリアの晩祷事件を皮切りに勃発したシチリア晩祷戦争において、マルティネス4世はシャルル・ダンジューの介入により教皇に就任したこともあり、シャルルを全面的に支持し、シチリアの住民にシャルルと教皇への無条件降伏を要求した。住民がこれを拒否すると、マルティネス4世はシチリアの住民とシチリアに上陸したアラゴン王ペドロ3世を破門し、アラゴン王位をペドロ3世から取り上げて、フランス王フィリップ3世（シャルルの兄の息子）の息子ヴァロワ伯シャルルに与えた。フィリップ3世に対してはフランスにおける聖職者の歳入の1割を4年間徴収し、対ペドロ3世の戦費に充てることを許可した。マルティヌス4世はシャルルによるシチリア奪還も支持したが、シチリアはシャルルの侵攻を撃退したうえでその息子サレルノ公シャルルを捕虜にした。
1285年1月6日、シャルル・ダンジューが死去し、サレルノ公が継承者となった。3月末にマルティヌス4世が死去し、ホノリウス4世が教皇に就任すると、シチリア住民は教皇の態度が変わることを期待した。『カトリック百科事典』と『ブリタニカ百科事典第11版』はホノリウス4世の態度がマルティヌス4世より寛容だったと評したが、ホノリウス4世はシチリア住民とペドロ3世の破門を維持し、アラゴン王位への処置も撤回せず、シチリア王位がアンジュー家にあるとの立場を崩さなかった。一方でMcBrien (1977)は枢機卿の大半がフランス人だったため、ホノリウス4世も彼らの意向を無視できなかったと評している。
1285年11月11日、ペドロ3世が死去し、長男がアルフォンソ3世としてアラゴン王に、次男がジャコモ1世としてシチリア王に即位した。ジャコモ1世は1286年2月2日にパレルモで戴冠したが、ホノリウス4世の容認できるところではなく、ホノリウス4世は同年4月11日にジャコモ1世と戴冠式に参加した司教たちを破門した。しかしジャコモ1世も司教たちも意に介さず、ジャコモ1世は艦隊をローマ沖に派遣し、アストゥラ（Astura）を焼き討ちにした。
この間もサレルノ公が捕虜のままだったが、彼はしびれを切らし、釈放と引き換えに1287年2月27日にシチリア王位継承権を放棄して、これをジャコモ1世に譲った。ホノリウス4世はこれを無効と宣言し、似たような合意をすべて禁じたが、実効はなく、シチリア王位はすでにアンジュー家の手中になかった。またイングランド王エドワード1世の尽力でアルフォンソ3世との和平交渉が始まったが、結論の出ないままホノリウス4世が死去した。

### ルドルフ1世との関係
ハドリアヌス5世とニコラウス3世が1270年代後半に進めていた、ローマ王ルドルフ1世の神聖ローマ皇帝戴冠式をめぐる交渉はマルティヌス4世の在任中に中断されたが、ホノリウス4世は就任とともに交渉を再開、1287年の主の奉献の祝日（2月2日）にバチカンのサン・ピエトロ大聖堂で戴冠式を行うことが決定された。ルドルフ1世とヴュルテンベルク伯エーバーハルト1世の争いにより、イタリア遠征が間に合わず、戴冠式は延期された。
ホノリウス4世は自身が枢機卿に任命したジョヴァンニ・ボッカマッツァを教皇使節としてドイツ、スウェーデン、モスクワ大公国など北方の諸国に派遣し、ルドルフ1世のイタリア遠征を手助けし、ドイツの司教に歳入の一部を寄進させてルドルフ1世の遠征費用に充てようとしたが、1287年3月16日から18日まで開催されたヴュルツブルク教会会議はボッカマッツァが出席したにもかかわらず歳入の寄進を反対され、結局ルドルフ1世が神聖ローマ皇帝として戴冠することはなかった。

### 托鉢修道会への支援
托鉢修道会、特にドミニコ会とフランシスコ会を強く支持し、その特権を強化したうえで会士を司教に任命した。また聖アウグスチノ修道会、カルメル会にも特権を与えた。
パリ大学に対してはイスラム教徒の改宗と東西教会の合同を目指すべく、東方諸語の学習を推進した。

### 死去
1287年4月3日にローマで死去、サン・ピエトロ大聖堂に埋葬された。16世紀の教皇パウルス3世によりローマのサンタ・マリア・イン・アラーチェリ教会 、母の隣に改葬された。次代の教皇は1288年2月にニコラウス4世が選出された。

## 関連文献
- Wood, James, ed. (1907). “Honorius IV.” . The Nuttall Encyclopædia (英語). London and New York: Frederick Warne.